# Suecia en los Juegos Olímpicos de Chamonix 1924
Suecia estuvo representada en los Juegos Olímpicos de Chamonix 1924 por un total de 31 deportistas que compitieron en 7 deportes.  
El portador de la bandera en la ceremonia de apertura fue el árbitro de hockey sobre hielo Ruben Rundquist.

## Medallistas
El equipo olímpico sueco obtuvo las siguientes medallas:
| Nombre | Deporte            | Competición  |
| --- | ------------------ | ------------ |
| Oro |                    |              |
| Gillis Grafström | Patinaje artístico | Individual M |
| Plata |                    |              |
| Carl Wilhelm Petersén Carl August Kronlund Johan Petter Åhlén Ture Ödlund Carl Axel Pettersson Erik Severin Karl Wahlberg | Curling            | Equipo M     |
| Bronce |                    |              |
| — |                    |              |